# امید روحانی
امید روحانی (زادهٔ ۲۱ اردیبهشت ۱۳۴۰ در تهران) پزشک، منتقد فیلم و بازیگر تلویزیون، سینما و تئاتر اهل ایران است. وی به عنوان منتقد و نویسنده با ماهنامه سینمایی فیلم همکاری داشته است.
وی در فیلم‌های تردید، کارگران مشغول کارند و دایره زنگی نقش ایفا کرده است. هم چنین در سریال مرد دوهزارچهره، نقش منتقد سینما و در سریال طنز تلویزیونی ساختمان پزشکان به کارگردانی سروش صحت بازی کرده است. وی در نمایش «شرق شرق است» به کارگردانی مسعود رایگان نیز ایفای نقش کرده است.
از دیگر فیلمهای وی می‌توان به باد و شقایق، میکس، مینای شهر خاموش، سن پطرزبورگ، پل چوبی، نارنجی پوش، هزارپا، ۵۰ کیلو آلبالو، زندگی خصوصی آقا و خانم میم، دینامیت اشاره کرد. امید روحانی در فیلم بانو ساخته داریوش مهرجویی مشاور پزشکی بوده است.

## فیلم‌شناسی

### سینمایی
| سال  | نام فیلم                    | کارگردان             |
| ---- | --------------------------- | -------------------- |
| ۱۴۰۲ | آپارات‌چی                    | قربان‌علی طاهرفر      |
| ۱۴۰۱ | خط استوا                    | اصغر نعیمی           |
| ۱۴۰۰ | کوزوو                       | میثم هاشمی‌طبا        |
| ۱۳۹۹ | فسیل                        | کریم امینی           |
| ۱۳۹۹ | برای مرجان                  | حمید زرگرنژاد        |
| ۱۳۹۹ | صحنه‌زنی                     | علیرضا صمدی          |
| ۱۳۹۸ | جوجه تیغی                   | مستانه مهاجر         |
| ۱۳۹۸ | وثیقه                       | حسین قاسمی‌جامی       |
| ۱۳۹۸ | انفرادی                     | مسعود اطیابی         |
| ۱۳۹۸ | ترانه‌ای عاشقانه برایم بخوان | مهرداد غفارزاده      |
| ۱۳۹۸ | دینامیت                     | مسعود اطیابی         |
| ۱۳۹۷ | تگزاس ۲                     | مسعود اطیابی         |
| ۱۳۹۷ | حمال طلا                    | تورج اصلانی          |
| ۱۳۹۷ | پاستاریونی                  | سهیل موفق            |
| ۱۳۹۶ | هزارپا                      | ابوالحسن داوودی      |
| ۱۳۹۶ | آقای سانسور                 | علی جبارزاده         |
| ۱۳۹۶ | جشن دلتنگی                  | پوریا آذربایجانی     |
| ۱۳۹۵ | هشتگ                        | رحیم بهبودی‌فر        |
| ۱۳۹۵ | دیوانه نیستم                | علیرضا امینی         |
| ۱۳۹۵ | گشت ۲                       | سعید سهیلی           |
| ۱۳۹۵ | خرگیوش                      | مانی باغبانی         |
| ۱۳۹۵ | انزوا                       | مرتضی‌علی عباس‌میرزایی |
| ۱۳۹۴ | اروند                       | پوریا آذربایجانی     |
| ۱۳۹۴ | دراکولا                     | رضا عطاران           |
| ۱۳۹۴ | مشکل گیتی                   | بهرام کاظمی          |
| ۱۳۹۴ | وقتی برگشتیم                | وحید موسائیان        |
| ۱۳۹۴ | ۵۰ کیلو آلبالو              | مانی حقیقی           |
| ۱۳۹۳ | چاقی                        | راما قویدل           |
| ۱۳۹۳ | عشق                         | قاسم جعفری           |
| ۱۳۹۳ | ساکن طبقه وسط               | شهاب حسینی           |
| ۱۳۹۲ | پنج ستاره                   | مهشید افشارزاده      |
| ۱۳۹۲ | فصل انار                    | محسن شرفی‌نیا         |
| ۱۳۹۲ | تراژدی                      | آزیتا موگویی         |
| ۱۳۹۱ | قاعده تصادف                 | بهنام بهزادی         |
| ۱۳۹۰ | ابرهای ارغوانی              | سیامک شایقی          |
| ۱۳۹۰ | پل چوبی                     | مهدی کرم‌پور          |
| ۱۳۹۰ | زندگی خصوصی آقا و خانم میم  | روح‌الله حجازی        |
| ۱۳۹۰ | گناهکاران                   | فرامرز قریبیان       |
| ۱۳۹۰ | نارنجی‌پوش                   | داریوش مهرجویی       |
| ۱۳۸۹ | به امید دیدار               | محمد رسول‌اف          |
| ۱۳۸۸ | سنپطرزبورگ                  | بهروز افخمی          |
| ۱۳۸۷ | تردید                       | واروژ کریم‌مسیحی      |
| ۱۳۸۶ | دایره زنگی                  | پریسا بخت‌آور         |
| ۱۳۸۵ | مینای شهر خاموش             | امیرشهاب رضویان      |
| ۱۳۸۴ | کارگران مشغول کارند         | مانی حقیقی           |
| ۱۳۷۸ | میکس                        | داریوش مهرجویی       |
| ۱۳۷۶ | باد و شقایق                 | سیدضیاءالدین دری     |
| ۱۳۷۴ | یک داستان واقعی             | ابوالفضل جلیلی       |

### مجموعه تلویزیونی
| سال تولید | عنوان             | کارگردان           | توضیحات                               |
| --------- | ----------------- | ------------------ | ------------------------------------- |
| ۱۴۰۳–۱۴۰۲ | بوقچی             | حسن حبیب‌زاده       | شبکه ۳                                |
| ۱۴۰۳      | دربندون           | حسن لفافیان        | شبکه ۳                                |
| ۱۴۰۱      | چشم‌بندی           | شاهد احمدلو        | شبکه ۳                                |
| ۱۴۰۱      | دردسرهای شیرین    | سهیل موفق          | شبکه ۵                                |
| ۱۴۰۰      | برف بی صدا می‌بارد | پوریا آذربایجانی   | شبکه ۳                                |
| ۱۴۰۰      | بعد از آزادی      | محمدعلی باشه آهنگر | شبکه ۱                                |
| ۱۴۰۰      | زندگی زیباست      | قاسم جعفری         | شبکه ۲                                |
| ۱۴۰۰      | زیرخاکی۲          | جلیل سامان         | شبکه ۱                                |
| ۱۴۰۰      | بچه مهندس ۴       | احمد کاوری         | شبکه ۲                                |
| ۱۳۹۹      | با خانمان         | برزو نیک نژاد      | شبکه ۳                                |
| ۱۳۹۹      | شاهرگ             | جلال اشکذری        | شبکه ۲                                |
| ۱۳۹۹      | بچه محل           | احمد درویشعلی پور  | شبکه ۲                                |
| ۱۳۹۹      | زیرخاکی           | جلیل سامان         | شبکه ۱                                |
| ۱۳۹۹      | کامیون            | مسعود اطیابی       | شبکه ۲                                |
| ۱۳۹۶      | نوار زرد          | پوریا آذربایجانی   | شبکه ۲                                |
| ۱۳۹۵–۱۳۹۴ | بیمار استاندارد   | سعید آقاخانی       | شبکه ۱                                |
| ۱۳۹۴      | جاده قدیم         | بهرام بهرامیان     | شبکه ۱                                |
| ۱۳۹۴–۱۳۹۳ | سیگنال موجود است  | مهدی مظلومی        | شبکه ۳                                |
| ۱۳۹۳      | بزم آخر           | سجاد شهریاری       | پخش در نوروز ۱۳۹۴ از شبکه ۲           |
| ۱۳۹۱      | زمانه             | حسن فتحی           |                                       |
| ۱۳۹۱      | دزد و پلیس        | سعید آقاخانی       |                                       |
| ۱۳۹۰      | راه طولانی        | رضا کریمی          |                                       |
| ۱۳۸۹–۱۳۹۰ | ساختمان پزشکان    | سروش صحت           |                                       |
| ۱۳۸۹      | تله‌فیلم «حبیب»    | داریوش یاری        |                                       |
| ۱۳۸۸–۱۳۸۹ | زمین انسان‌ها      | ابوالحسن داوودی    | آغاز پخش از فروردین ۱۳۹۰ - شبکه تهران |
| ۱۳۸۷      | مرد دوهزارچهره    | مهران مدیری        | در نوروز ۱۳۸۸ پخش شد                  |

### نمایش خانگی
| سال  | عنوان                    | کارگردان           | نقش         |
| ---- | ------------------------ | ------------------ | ----------- |
| ۱۴۰۱ | زعفرون                   | محسن ایزی          |             |
| ۱۴۰۱ | خون‌سرد                   | امیرحسین ترابی     |             |
| ۱۴۰۰ | جزیره                    | سیروس مقدم         |             |
| ۱۴۰۰ | میدان سرخ                | ابراهیم ابراهیمیان | دکتر فیض    |
| ۱۴۰۰ | شب‌های مافیا              | سعید ابوطالب       | خودش        |
| ۱۳۹۹ | خوب، بد، جلف: رادیواکتیو | محسن چگینی         | خودش        |
| ۱۳۹۸ | سال‌های دور از خانه       | مجید صالحی         | دکتر روحانی |